# 강수
강수(降水, 영어: precipitation, meteoric water) 현상은 지구의 물 순환 중에서 수증기가 응축하여 땅에 내리는 모든 것을 뜻하는 기상학 용어이다. 비와 눈 뿐만 아니라 우박 외에 일명 싸라기눈, 진눈깨비, 이슬도 강수에 포함한다.
강수 현상으로 떨어진 모든 강수의 양을 합친 것을 강수량이라고 말한다. 또, 강수 현상이 일정한 시간 동안 일어날 확률을 강수 확률이라고 한다.

## 강수의 종류
높은 곳에서 형성되는 강수는 세 가지로 나뉜다.
- 액체 강수
  - 이슬비 (DZ)
  - 비 (RA)
- 동결 중의 강수
  - 동결 중인 이슬비 (FZDZ)
  - 동결 중인 비 (FZRA)
- 동결된 강수
  - 눈 (SN)
  - 가루눈 (SG)
  - 싸락우박 (PL)
  - 우박 (GR)
  - 싸락눈 (GS)
  - 다이아몬드 분말 (IC)

각 현상 뒤에 표기한 괄호 안의 대문자들은 항공 기상 관측 전문(METAR) 코드이다.

## 강수의 특징

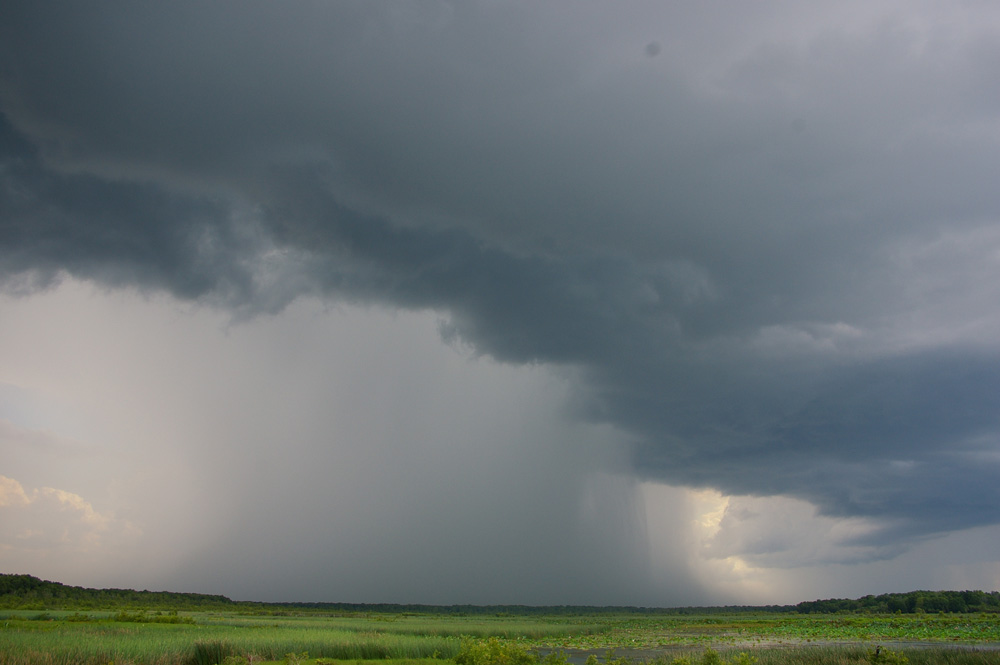
엄청난 강수를 동반하는 폭풍우

크기와 모양
강수로 인한 물방울은 작으면 0.1부터 많으면 9 mm까지의 지름을 가진다. 작은 물방울은 구름 방울이라고 하며 원모양이다. 물방울의 크기가 클수록 모양이 더 납작해 보인다. 만화에서 그리는 빗방울과는 달리 실제 모습은 눈물방울과 비슷하지 않다.
강도에 따른 기간
강도가 높은 폭풍은 짧은 기간에 끝날 가능성이 높고 강도가 낮으면 오랜 기간이 걸릴 수 있다.
강도에 따른 지역
넓은 지역에 걸쳐 덜 강한 강수량을 예측할 수 있다.
강도에 따른 물방울 크기
폭풍의 강도가 셀수록 더 큰 크기의 물방울을 갖는다.

## 강수의 형성 과정

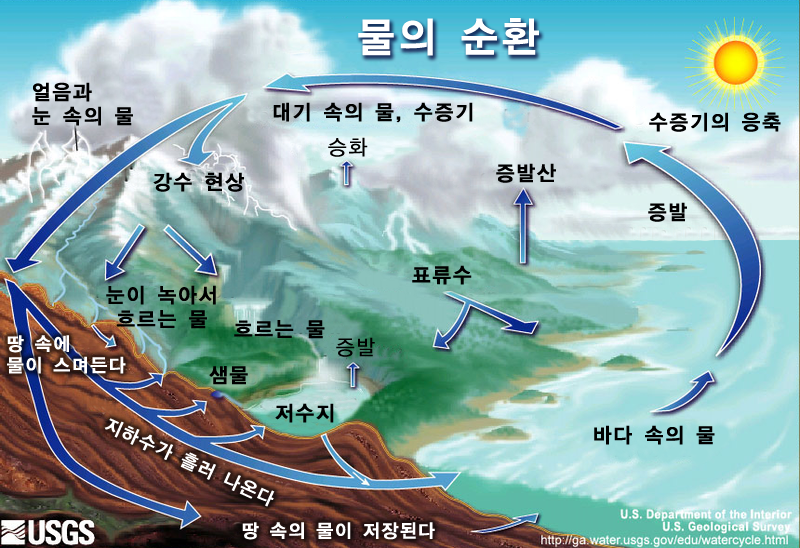
물의 순환

### 응축
강수는 따뜻하고 습기찬 공기가 올라올 때 형성되기 시작한다. 공기가 차가워지면 수증기는 응결핵 위에서 구름을 만들며 응축하기 시작한다. 물방울이 충분히 커진 뒤에는 다음과 같이 강수를 위한 두 가지 과정이 일어난다.

##### 응결
응결은 물방울이 커다란 물방울을 만들기 위해 융합할 때, 아니면 물방울이 얼음으로 바뀔 때 일어난다. 공기의 저항은 보통 구름 안에 물방울을 일으킨다. 난류가 일어나면 물방울이 서로 충돌하여 더 큰 물방울을 만들어낸다. 이렇게 물방울이 커지기 시작하면 공기 저항을 극복하기에 충분히 무거워져 비가 되어 떨어지게 된다.

##### 베르게론 작용
베르게론 작용은 얼음 결정이 과냉각된 물방울로부터 물분자를 얻을 때 일어난다. 이러한 얼음 결정이 충분한 질량을 얻으면 떨어지기 시작한다. 이는 일반적으로 응결 과정보다 더 많은 질량을 요구한다. 이 과정은 온도에 의존적이며 과냉각된 물방울은 냉각 중인 구름에만 존재한다. 또, 구름과 지상 사이의 온도차가 크기 때문에 이러한 얼음 결정은 내리면서 녹게 되고 이로써 비가 된다.

## 강수량
- 강수량은 어떤 곳에 일정 기간 동안 내린 물(비,눈,우박,안개 등)의 총량을 말한다.[1]
- 비가 내린 양은 강우량이라고 하며,단위는 mm로 표시한다.
- 눈이 내린 양은 강설량이라고 하며,단위는 cm로 표시한다.

## 참조
1. 1 2  이재수 (2018). 《수문학》 2판. 구미서관. 91쪽. ISBN 9788982252914.
2. ↑  [1977] (2006) MANOBS, Seventh, Amendment 15, Canada: Meteorological Service of Canada.

## 같이 보기
- 몬순
- 수증기
- 강수량